# Filip z Courtenay
Filip z Courtenay (italsky Filippo di Courtenay, 1243, Konstantinopol – 1283, Viterbo) byl v letech 1273–1283 latinským císařem, ačkoli žil v exilu a držel pravomoc jen nad křižáckými státy v Řecku.

## Život
Narodil se jako syn posledního skutečného latinského císaře Balduina II. a Marie, dcery Jana z Brienne. V mládí byl jako rukojmí, jež měl zaručit vratnost otcovy půjčky od Benátčanů a po jejím zaplacení kastilským králem Alfonsem X. byl propuštěn. Po pádu Konstantinopole roku 1261 společně s otcem žil na dvoře Karla z Anjou. Roku 1267 se smlouvou z Viterba jeho zchudlý otec vzdal práv na trůn ve prospěch Karla z Anjou, jehož dceru Beatrix si měl Filip vzít. Pokud by manželství zůstalo bezdětné, stal by se dědicem Filipa jeho tchán.
V dalších letech Balduin i Filip žili z penze, kterou jim sicilský král zajistil a 15. října 1273 se ve Foggii konala svatba. Jediná dcera Kateřina se narodila roku 1274 a Beatrix zemřela již rok poté. Filip se znovu neoženil a zemřel v prosinci 1283. Je pohřben pod bohatě zdobeným mramorovým náhrobkem v Bazilice svatého Františka v Assisi.